# Russ Howard
Pour les articles homonymes, voir Howard.
Russ Howard (né le 19 février, 1956 à Midland, Ontario) est un curler canadien. Howard avec ses coéquipiers Brad Gushue, Mark Nichols, Jamie Korab et Mike Adam représente le Canada aux Jeux olympiques d'hiver de 2006, et gagne la médaille d'or. 